# Micrurus mipartitus
Micrurus mipartitus, cuyo nombre común es serpiente de coral de cola roja, es una serpiente de la familia Elapidae. Se encuentra en América del Sur y América Central. M. mipartitus es común en las zonas agrícolas de Colombia. Se sabe que su veneno altamente neurotóxico causa convulsiones en su presa al activar proteínas nerviosas responsables de convulsiones.

## Subespecies
- M. m. mipartitus (Duméril, Bibron, Duméril 1854).
- M. m. anomalus (Boulenger 1896).
- M. m. decussatus (Duméril, Bibron, Duméril 1854).
- M. m. popayanensis (Ayerbe, Tidwell, Tidwell 1990).
- M. m. rozei (Golay, Chiszar, Smith, Breukelen 1999).(Golay, Chiszar, Smith, Breukelen 1999).[5]

## Características fenotípicas
M. mipartitus tiene un cuerpo cilíndrico que puede alcanzar hasta 1,2 m de longitud. Tiene ojos bastante pequeños sobre su cabeza redonda. Los anillos de esta especie pueden oscilar entre 34 y 84 anillos corporales negros que están separados por anillos intermedios amarillos o blancos. El segundo anillo en la cabeza y 3 o 4 de los anillos de la cola tienen un color rojo en contraste con las bandas blancas o amarillas.

## Historia natural

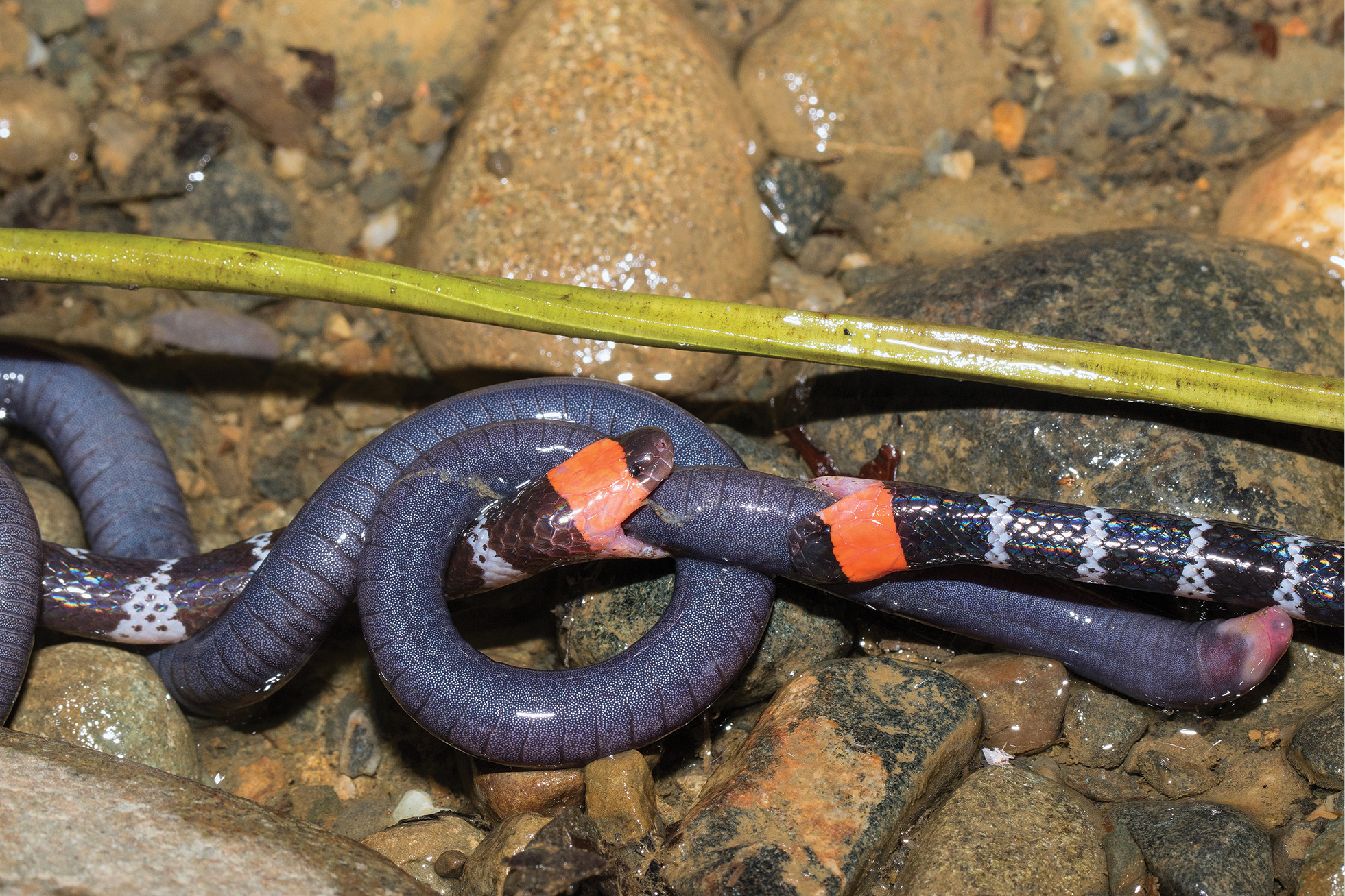
Ejemplar de Micrurus mipartitus.

M. mipartitus es una especie de hábitos crepusculares y nocturnos. Durante el período de baja precipitación, puede encontrarse a varios centímetros de profundidad bajo tierra. En épocas de alta precipitación se encuentra en la superficie del suelo o donde abunda la hojarasca. Esta coral vive desde el bosque seco tropical hasta los bosques de niebla y está relacionada con los asentamientos humanos en las zonas rurales utilizadas para la agricultura. La dieta de M. mipartitus se basa principalmente en serpientes (p. ej., Leptotyphlops spp.), así como lagartijas (p. ej., Lepidoblepharis sanctaemartae), anfisbenas (p. ej., Amphisbaena spp), anuros y cecilias (p. Ej., Caecilia guntheri). Es ovípara, se han registrado unos ocho huevos de color blanco  de 2,86 cm de largo, con un peso promedio de 3,06 g. El período de incubación dura entre 73 y 87 días, la longitud total de las crías puede variar de 20 a 21,9 cm y el peso es de alrededor de 3,3 g.